# 七姊妹 (被遺忘的國度)
七姊妹是角色扮演遊戲《龍與地下城》的被遺忘的國度設定中的七名女性虛構角色。是七位不朽的人類女性，皆為魔法女神蜜斯特拉（Mystra）的選民和女兒。他们都拥有强大的魔法力量，以及一头银发和美貌与智慧。
七姊妹是由遊俠多那·銀手（Dornal Silverhand）和由女神附身的女精靈Elué所生，依出生順序，她們為：
1. 希伦（Syluné）：陰影谷（Shadowdale）的好女巫，雖被殺但仍以幽靈豎琴手(ghostly spectral harpist.) 的型態留在费伦（英语：Faerûn）。
2. 艾拉斯卓女士（Alustriel Silverhand）：銀月城的創立者。
3. 多芙·鹰手（Dove Falconhand）：她的魔法僅次於戰鬥技巧
4. 風暴·銀手：著名且被愛戴的陰影谷豎琴手、術士和吟遊詩人。儘管有時會表現的輕浮會盡其所能的保護和關心她家園谷地的子民。
5. 莱拉（Laeral Silverhand Arunsun）：魅力四射好心腸的深水城女士
6. 新布（Simbul）：是東方王國 Aglarond的女巫女王（witch queen），伊利明斯特的現任愛人和全費倫最強大的女術士。
7. 厄斯妮·葵隆（Er'sseae Qilue）：最年輕的女兒並不如她的姊妹出名，她被私下傳為暗色的災難（The Dark Disaster），她是一位卓爾精靈（由米絲特拉在例外的異常狀況所生）但也是一位公正有力身兼米絲特拉跟Eilistraee（卓爾的善良女神）的牧師。